# Christoph Marquard von Lützow
Christoph Marquard von Lützow (1738 – 8. september 1809 i Rendsborg) var en dansk officer, far til Gotthard Lützow.

## Karriere
Han hørte til linjen Pritzier-Schwechow af den mecklenborgske slægt Lützow og var søn af Henning Friedrich von Lützow og dennes 2. hustru, der var født von Zülow. Lützow var kaptajn i kejserlig tjeneste, da han 1769 blev dansk oberstløjtnant og kort efter fik kompagni i Møenske Infanteriregiment. 1772 blev han forsat til 2. slesvig-holstenske bataljon og året efter til Holstenske Infanteriregiment, hvor han 1777 blev oberst. 1779 blev han regimentschef, først ved 2. Vesterlenske og 1782 ved Riberske Infanteriregiment (2. jyske), hvor han 1787 blev generalmajor, 1793 Dannebrogsridder og 1802 generalløjtnant.

## Napoleonskrigene
1803 blev han chef for Slesvigske Infanteriregiment, hvilket han 1807 ombyttede med fynske, samtidig med at han blev kommandant i Fredericia. Under troppesamlingerne i Holsten 1803 og 1805 førte Lützow brigade, og efter det engelske overfald 1807, da kronprinsen rejste til København og overgav befalingen over den i Holsten samlede hær til prins Frederik af Hessen, fik Lützow kommando over Danmarks vigtige våbenplads mod syd, fæstningen Rendsborg, hvis kommandant han blev 1808, samtidig med at han blev general. Lützow, der naturaliseredes som dansk adelsmand 1776, døde 8. september 1809 i Rendsborg.

## Familie
Gift 1. (1780) med Maria Sophia Dorothea Höwell (1753 – 17. marts 1786), datter af en landråd i Hannover; 2. (1787) med Vilhelmine Marie Andreetta von Scholten, datter af generalmajor Jobst Gerhard von Scholten (1723-1786) og Adelgunde Elisabeth Amalie f. von Kleist (død 1778); 3. (1790) med sin 1. hustrus søster Sophie Cathrine Louise Christine Höwell, der døde 18. maj 1829.